# ديفيد أ. كريستيان
ديفيد أ. كريستيان (بالإنجليزية: David A. Christian)‏ هو عسكري أمريكي، ولد في 26 أكتوبر 1948 في غينزفيل في الولايات المتحدة.